# Pallanuoto ai XV Giochi del Mediterraneo
Le competizioni di pallanuoto ai XV Giochi del Mediterraneo si sono svolte solo in ambito maschile e hanno coinvolto le squadre di 8 nazioni. Queste sono state suddivise per le gare di qualificazione alla fase finale in 2 gironi. Tutte le partite si sono svolte in Almería al centro sportivo Las Almadrillas.

## Risultati
| 29 giugno 2005 | Grecia | 6 – 4 | Slovenia |  |

| 29 giugno 2005 | Italia | 14 – 5 | Croazia |  |

| 30 giugno 2005 | Grecia | 6 – 9 | Croazia |  |

| 30 giugno 2005 | Italia | 13 – 3 | Slovenia |  |

| 1º luglio 2005 | Italia | 12 – 4 | Grecia |  |

| 1º luglio 2005 | Croazia | 8 – 7 | Slovenia |  |

| 29 giugno 2005 | Serbia e Montenegro | 10 – 4 | Turchia |  |

| 29 giugno 2005 | Spagna | 11 – 5 | Francia |  |

| 30 giugno 2005 | Serbia e Montenegro | 10 – 4 | Francia |  |

| 30 giugno 2005 | Spagna | 11 – 1 | Turchia |  |

| 1º luglio 2005 | Francia | 7 – 7 | Turchia |  |

| 1º luglio 2005 | Spagna | 7 – 5 | Serbia e Montenegro |  |

Le ultime classificate dei due gironi si sono contese il 7º posto in classifica e le terze classificate si sono scontrate per il 5°. Le prime due si sono invece incrociate ai quarti di finale per sancire le due finaliste.
| 2 luglio 2005 | Slovenia | 12 – 6 | Turchia |  |

| 2 luglio 2005 | Grecia | 7 – 6 | Francia |  |

|  | Semifinali          | Semifinali          | Semifinali |        |        | Finale              | Finale              | Finale          |  |
|  |                     |                     |            |        |        |                     |                     |                 |  |
|  | Italia              | Italia              | 6          |        |        |                     |                     |                 |  |
|  | Italia              | Italia              | 6          |        |        |                     |                     |                 |  |
|  | Serbia e Montenegro | Serbia e Montenegro | 5          |        |        |                     |                     |                 |  |
|  | Serbia e Montenegro | Serbia e Montenegro | 5          |        | Spagna | Spagna              | 9                   |                 |  |
|  |                     |                     |            |        | Spagna | Spagna              | 9                   |                 |  |
|  |                     |                     | Italia     | Italia | 7      |                     |                     |                 |  |
|  | Spagna              | Spagna              | Italia     | Italia | 7      | 8                   |                     |                 |  |
|  | Spagna              | Spagna              |            |        |        | 8                   |                     |                 |  |
|  | Croazia             | Croazia             | 4          |        |        | Finale 3º posto     | Finale 3º posto     | Finale 3º posto |  |
|  | Croazia             | Croazia             | 4          |        |        |                     |                     |                 |  |
|  |                     |                     |            |        |        |                     |                     |                 |  |
|  |                     |                     |            |        |        | Croazia             | Croazia             | 8               |  |
|  |                     |                     |            |        |        | Croazia             | Croazia             | 8               |  |
|  |                     |                     |            |        |        | Serbia e Montenegro | Serbia e Montenegro | 9               |  |

### Classifica finale
| Posizione | Paese               |
| --------- | ------------------- |
|           | Spagna              |
|           | Italia              |
|           | Serbia e Montenegro |
| 4         | Croazia             |
| 5         | Grecia              |
| 6         | Francia             |
| 7         | Slovenia            |
| 8         | Turchia             |